# Proteoglikán

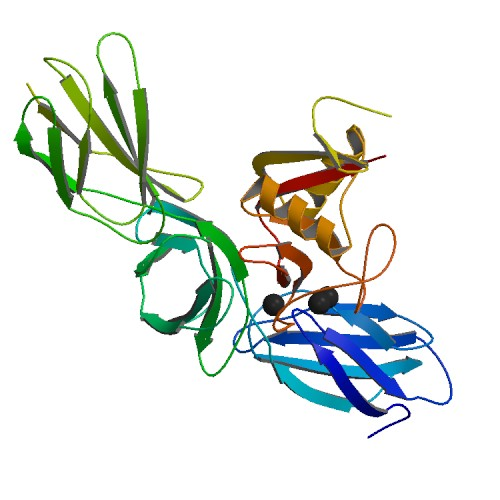
A porc legfőbb proteoglikánja, az aggrekán 2316 aminosavból áll

A proteoglikánok erősen glikozilált fehérjék. A proteoglikán egy „magfehérjéből” áll, melyhez egy vagy több glükózaminoglikán (GAG) lánc kapcsolódik kovalensen. A kapcsolódási hely egy szerin, ahol a glükózaminoglikánt egy tetraszacharid kapcsolja össze (például kondroitin-szulfát–GlcA–Gal–Gal–Xyl–PROTEIN). A Ser általában Ser–Gly–X–Gly szekvenciarészben van, ahol X bármilyen aminosav, kivéve a prolint, de nem minden ilyen szekvenciájú fehérjéhez tartozik glükózaminoglikán. A láncok hosszú, lineáris szénhidrát-polimerek, melyek fiziológiai körülmények közt a szulfát- és uronsavcsoportok miatt negatív töltésűek. A proteoglikánok a kötőszövetben találhatók.

## Típusok
A proteoglikánokat méret és glükózaminoglikán szerint csoportosítják. Ilyen típusok például:
| Típus                                  | Glükózaminoglikánok (GAG)           | Kis proteoglikánok                    | Nagy proteoglikánok |
| -------------------------------------- | ----------------------------------- | ------------------------------------- | --- |
|                                        | kondroitin-szulfát/dermatán-szulfát | dekorin, 36 kDa; biglikán, 38 kDa     | aggrekán, 220 kDa, a porc fő proteoglikánja                                                                             |
| heparán-szulfát-proteoglikán (HSPG)    | heparán-szulfát/kondroitin-szulfát  | tesztikán, 44 kDa                     | perlekán, 400–470 kDa; bétaglikán, >300 kDa; agrin, >500 kDa                                                            |
| kondroitin-szulfát-proteoglikán (CSPG) | kondroitin-szulfát                  | bikunin, 25 kDa                       | neurokán, 136 kDa; verzikán, 260–370 kDa, sok felnőtt szövetben található, például erekben és bőrben; brevikán, 145 kDa |
| keratán-szulfát-proteoglikán           | keratán-szulfát                     | fibromodulin, 42 kDa; lumikán, 38 kDa | |

Egyes tagjai a „kis leucingazdag proteoglikánok” (SLRP) családjába tartoznak. Ilyenek például a dekorin, a biglikán, a fibromodulin és a lumikán.

## Funkció
A proteoglikánok az állati sejten kívüli mátrix fő komponensei. Itt nagy komplexeket alkotnak más proteoglikánokkal, hialuronánnal és szálas mátrixfehérjékkel, például kollagénnel. A proteoglikánok és a kollagén együtt alkotják a porcot, mely általában erősen hidratált, nagyrészt a proteoglikánok glükózaminoglikán-láncaiban lévő szulfátok miatt. Ezenkívül fontosak a kationok (például nátrium, kálium, kalcium) és a víz kötésében, valamint a molekulák mátrixon át való mozgásának szabályzásában. Ezenkívül a fehérjék és jelzőmolekulák aktivitását és stabilitását is befolyásolhatják a mátrixban.  A proteoglikánok egyes funkciói tulajdoníthatók a fehérjének vagy a kapcsolódó GAG-láncnak. Ezenkívül síkosítók is lehetnek nagy nyomást elviselő hidratáló gélt alkotva.

## Szintézis
A proteoglikánok fehérjekomponensét riboszómák szintetizálják, majd a durva endoplazmatikus retikulum lumenjéhez transzlokálják. Glikozilációjuk a Golgi-készülékben történik több lépésben. Először egy speciális tetraszacharid kerül a fehérje szerinjére, mely a poliszacharid-növekedés primerje. Később a glükozil-transzferáz egyesével ad ehhez cukrot. Végül a teljes proteoglikán a szekréciós vezikulumokba kerül a szövet sejten kívüli mátrixába.

## Klinikai jelentőségük
A proteoglikánok lebontására való képtelenség okozza a mukopoliszacharidózisokat. Bizonyos, általában a glükózaminoglikánokat lebontó lizoszomális enzimek inaktivitása esetén a sejtekben megnő a proteoglikánok mennyisége. Ez számos tünethez vezethet a le nem bontott proteoglikán típusától függően. A B4GALT7 galaktoziltranszferáz mutációja csökkenti a dekorin és a biglikán szubsztitúcióját, az Ehlers–Danlos-szindróma szpondilodiszplasztikus formáját okozva.

## A proteoglikánok és glikoproteinek különbsége
A IUPAC ajánlásai szerint:
A glikoprotein fehérjéhez kovalensen kötött szénhidrátot (vagy glikánt) tartalmazó vegyület. A szénhidrát lehet monoszacharid, diszacharid, oligoszacharid, poliszacharid vagy ezek származéka (például szulfo- vagy foszfoszubsztituált). Egy, néhány vagy sok szénhidrátegység is jelen lehet. A proteoglikánok a glikoproteinek alosztálya, ahol a szénhidrátegységek aminocukrokat tartalmazó poliszacharidok. E poliszacharidokat glükózaminoglikánnak is nevezik.

## Fordítás
Ez a szócikk részben vagy egészben  a   Proteoglycan című angol Wikipédia-szócikk ezen változatának fordításán alapul.  Az eredeti cikk szerkesztőit annak laptörténete sorolja fel. Ez a jelzés csupán a megfogalmazás eredetét és a szerzői jogokat jelzi, nem szolgál a cikkben szereplő információk forrásmegjelöléseként.